# Anders Eldebrink
Karl Anders Daniel Eldebrink, född 11 december 1960 i Morjärv i Töre församling, är en svensk ishockeyspelare och ishockeytränare. Han är uppvuxen i Södertälje.
Anders har många meriter med svenska ishockeylandslaget. 1996 blev han utnämnd till "Södertäljeambassadör", efter att ha spelat i stadens klubb, SSK, under majoriteten av sin karriär. 
Anders är kusin med en annan professionell hockeyspelare, Robert Nordmark. Han är också bror till den svenske före detta spjutkastaren Kenth Eldebrink och farbror till basketlandslagsspelarna Frida och Elin Eldebrink.
Den 14 april 2014 meddelades att han väljs in i Svensk ishockeys Hockey Hall of Fame.

## Meriter
- Fått sitt nummer 2 förevigat i Södertälje SK för all framtid.
- Svensk mästare med Södertälje SK 1985
- Guldpucken: 1985
- kopia av Svenska Dagbladets guldmedalj 1987
- Guldhjälmen: 1988 och 1989
- Schweizisk mästare med EHC Kloten 1993, 1994 och 1995

- A-landskamper: 165 (38 mål) 1981-1992
- VM: 
  - Guld 1987
  - Silver 1981, 1986 och 1990
- EM: 
  - Guld 1987 och 1990
  - Silver 1981 och 1986
  - Brons 1989
- OS: 
  - Guld 2006 (ass tränare)
  - Brons 1988
- Canada Cup: 
  - Silver 1984
  - Brons 1987

## Klubbar
- Södertälje SK 1976-1981
- Vancouver Canucks 1981-1982
- Fredericton Express 1982-1983
- Quebec Nordiques 1983
- Södertälje SK 1983-1990
- EHC Kloten 1990-1995
- Södertälje SK 1995-1998

## Som tränare
- Timrå IK 2002-2003 (ass. tränare)
- Södertälje SK 2003-2004  (ass. tränare)
- Kloten Flyers 2004-2012
- Sveriges herrlandslag i ishockey 2005-2007  (ass. tränare)
- AIK 2012-2013
- Rapperswil-Jona 2013-2015
- Rögle BK 2015-2017